# Pays de la Loire
Die Pays de la Loire [peidlaˈlwaːʀ] (deutsch sinngemäß „Länder der Loire“) ist eine an der Mündung der Loire gelegene Region im Westen Frankreichs. Sie besteht aus den Départements Loire-Atlantique, Maine-et-Loire, Mayenne, Sarthe und Vendée. Die Region hat eine Fläche von 32.082 km² und 3.879.216 Einwohner (Stand 1. Januar 2022). Die Hauptstadt der Region ist Nantes, weitere wichtige Städte sind Angers und Le Mans.

## Geschichte

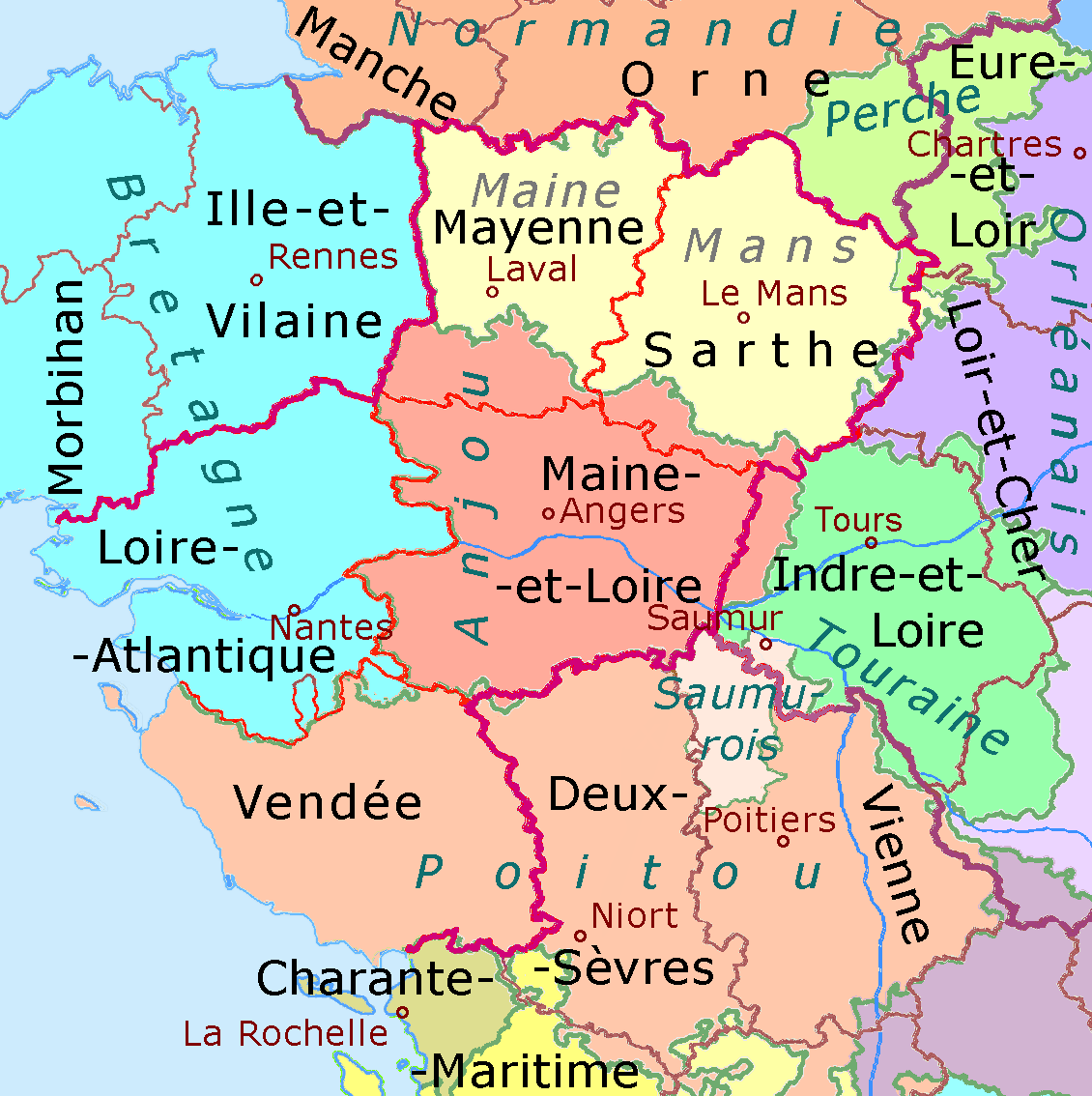
Départements und heutige Region Pays de la Loire vor dem Hintergrund historischer Provinzen

Die Region besteht aus den historischen Landschaften Maine, Anjou, Le Perche und Poitou sowie einem Teil der früheren Provinz Bretagne. Sie entstand 1955 mit der Einrichtung der Regionen in Frankreich. 1972 erhielt die Region den Status eines Établissement public unter Leitung eines Regionalpräfekten. Durch die Dezentralisierungsgesetze von 1982 erhielten die Regionen den Status von Collectivités territoriales (Gebietskörperschaften), wie ihn bis dahin nur die Gemeinden und die Départements besessen hatten. Im Jahre 1986 wurden die Regionalräte erstmals direkt gewählt. Seitdem wurden die Befugnisse der Region gegenüber der Zentralregierung in Paris schrittweise erweitert.

## Städte
Die bevölkerungsreichsten Städte der Pays de la Loire sind:
| Stadt            | Einwohner (Jahr) | Département      |
| ---------------- | ---------------- | ---------------- |
| Nantes           | 325.070 (2022)   | Loire-Atlantique |
| Angers           | 157.555 (2022)   | Maine-et-Loire   |
| Le Mans          | 145.182 (2022)   | Sarthe           |
| Saint-Nazaire    | 73.111 (2022)    | Loire-Atlantique |
| La Roche-sur-Yon | 54.699 (2022)    | Vendée           |
| Cholet           | 54.074 (2022)    | Maine-et-Loire   |
| Laval            | 49.474 (2022)    | Mayenne          |
| Saint-Herblain   | 50.561 (2022)    | Loire-Atlantique |
| Rezé             | 43.349 (2022)    | Loire-Atlantique |
| Saumur           | 26.074 (2022)    | Maine-et-Loire   |

## Politik

### Politische Gliederung
Die Region Pays de la Loire ist in fünf Départements untergliedert:
| OZ  | = Ordnungszahl des Départements | Arr.  | = Anzahl der Arrondissements  | Gem. | = Anzahl der Gemeinden |
| W   | = Wappen des Départements       | Kant. | = Anzahl der Kantone          |      |                        |
| ISO | = ISO-3166-2-Code               | G.V.  | = Anzahl der Gemeindeverbände |      |                        |

| OZ     | W                                        | Département      | Präfektur        | ISO    | Arr. | G.V. | Kant. | Gem.  | Einwohner 1. Januar 2022 | Fläche (km²) | Dichte (Einw./km²) |
| ------ | ---------------------------------------- | ---------------- | ---------------- | ------ | ---- | ---- | ----- | ----- | ------------------------ | ------------ | ------------------ |
| 44     | Wappen des Départements Loire-Atlantique | Loire-Atlantique | Nantes           | FR-44  | 3    | 17   | 31    | 207   | 1.473.156                | 6.874,35     | 214                |
| 49     | Wappen des Départements Maine-et-Loire   | Maine-et-Loire   | Angers           | FR-49  | 4    | 10   | 21    | 176   | 828.151                  | 7.106,45     | 117                |
| 53     | Wappen des Départements Mayenne          | Mayenne          | Laval            | FR-53  | 3    | 10   | 17    | 240   | 305.437                  | 5.175,21     | 59                 |
| 72     | Wappen des Départements Sarthe           | Sarthe           | Le Mans          | FR-72  | 3    | 17   | 21    | 352   | 566.129                  | 6.205,99     | 91                 |
| 85     | Wappen des Départements Vendée           | Vendée           | La Roche-sur-Yon | FR-85  | 3    | 19   | 17    | 253   | 706.343                  | 6.719,59     | 105                |
| Gesamt | Gesamt                                   | Gesamt           | Gesamt           | Gesamt | 16   | 71   | 107   | 1.228 | 3.879.216                | 32.363,53    | 120                |

|  |  |  |

### Regionalrat
Ergebnis der Wahl des Regionalrates vom 13. Dezember 2015:
- Liste Bruno Retailleau (Union de la Droite aus LR, UDI und MoDem): 42,70 % = 620.224 Stimmen, 54 Sitze
- Liste Christophe Clergeau (Union de la Gauche aus PS, PRG, EELV und FG): 37,56 % = 545.574 Stimmen, 26 Sitze
- Liste Pascal Gannat (FN): 19,74 % = 286.706 Stimmen, 13 Sitze

## Wirtschaft
Im Vergleich mit dem Bruttoinlandsprodukt der Europäischen Union, ausgedrückt in Kaufkraftstandards, erreichte die Region im Jahr 2006 einen Index von 99,0 (EU-27 = 100).
Im Jahr 2017 lag die Region bei der Bevölkerungszahl und dem Bruttoinlandsprodukt auf Platz 8 in Frankreich.
Ihre größte Stärke ist die Agrar- und Ernährungswirtschaft. Im Jahr 2017 beschäftigte dieser Sektor 47.500 Arbeitnehmer (zweite Region Frankreichs) und erzielte einen Umsatz von 13 Milliarden Euro (dritte Region Frankreichs). Auch bei der Fleischproduktion (51 %), der Milchproduktion (19 %) und der Getreideverarbeitung (20 %) belegt die Region den dritten Platz; 67 % des Territoriums werden von der Landwirtschaft eingenommen. Die Pays de la Loire ist die wichtigste Region Frankreichs für die Produktion von Rindfleisch, Geflügel (rotes Gütesiegel), Kaninchen, Enten und zweite für Milch, Geflügel, Schweinefleisch und Kartoffeln.
Im Jahr 2001 war die Region Pays de la Loire die größte Region Frankreichs in Bezug auf die Gartenbaufläche und die Zahl der Beschäftigten in diesem Sektor und dominierte damit in der Produktion von blühenden oder belaubten Topfpflanzen, Beetpflanzen, Stauden, Gewürz- und Wasserpflanzen sowie Zier- und Obstbaumschulen. In diesem Wirtschaftssektor sind 600 Unternehmen tätig, die fast 6000 Menschen beschäftigen und einen Umsatz von über 600 Millionen Euro erwirtschaften.

## Kultur
Die Garten- und Parkanlagen der Region sind in das European Garden Heritage Network eingebunden. Zudem gehört ein Teil der Loire, genauer von Sully-sur-Loire bis Chalonnes-sur-Loire, zum UNESCO-Welterbe.

### Kulturelles Erbe
Die UNESCO beschreibt das Loiretal wie folgt:
„Das Loiretal ist eine außergewöhnliche Kulturlandschaft, die historische Städte und Dörfer, große architektonische Denkmäler – die Schlösser – und Kulturland umfasst, die durch jahrhundertelange Interaktion zwischen den Menschen und ihrer physischen Umgebung, einschließlich der Loire selbst, geformt wurden.“
Ein Teil der Region wurde nach den Kriterien (i) (herausragende Architektur), (ii) (Kulturlandschaft, harmonische Entwicklung der Interaktion zwischen Menschen und ihrer Umwelt über eine zweitausendjährige Geschichte) und (iv) (zahlreiche Kulturdenkmäler, die in außergewöhnlichem Maße die Ideale der Renaissance und der Aufklärung veranschaulichen) unter der Bezeichnung Val de Loire zum UNESCO-Weltkulturerbe erklärt. Das unter Denkmalschutz stehende Gebiet erstreckt sich über das Département Maine-et-Loire, von Montsoreau bis Chalonnes-sur-Loire. Die Klassifizierung ermöglicht den Schutz des kulturellen Erbes des Tals der Loire (Parks, Loireschlösser und Städte), das sich die Regionen Centre-Val de Loire und Pays de la Loire teilen. In der Region befinden sich einige bedeutende Loire-Schlösser: das Schloss Montsoreau, das einzige Loire-Schloss, das im Flussbett der Loire gebaut wurde, das Schloss Montreuil-Bellay, das Schloss Saumur, das Schloss Brissac, das Schloss Le Lude, das Schloss Baugé, das Schloss Serrant, das Schloss Angers und das Schloss Le Plessis-Bourré.
Die Städte Angers, Fontenay-le-Comte, Laval, Le Mans, Guérande, Nantes und Saumur tragen das Gütesiegel villes d’art et d’histoire („Städte der Kunst und der Geschichte“). Die Dörfer Montsoreau, Sainte-Suzanne und Vouvant sind Teil der Vereinigung der schönsten Dörfer Frankreichs (Association des plus beaux villages de France). Die Region verfügt über ein außergewöhnliches Kulturerbe mit zahlreichen Museen und Kunstgalerien wie der Galerie David d’Angers in Angers, dem Musée de Tessé in Le Mans, dem Musée des Sciences in Laval oder dem Musée Jules-Verne in Nantes. Die Museen der Region umfassen ein außergewöhnliches Erbe wie den Wandbehang der Apokalypse, das Lied der Welt von Jean Lurçat oder den weltweit größten Bestand an Werken von Art & Language im Schloss Montsoreau-Museum für zeitgenössische Kunst, der im Dezember 2017 von Philippe Méaille repatriiert wurde.
Das wichtigste kulturelle Element der Region ist das Orchestre National des Pays de la Loire. Es hat zehntausend Abonnenten und veranstaltet jährlich zweihundert Konzerte mit fast 200.000 Zuschauern pro Jahr. Das Orchestre national des Pays de la Loire ist eines der publikumsstärksten Orchester in Europa. Es wird vom Regionalrat der Pays de la Loire, dem Kulturministerium, den fünf Präfekturen der Departements und den fünf Generalräten der Region finanziell unterstützt.

### Naturerbe
Das zum Weltkulturerbe erklärte Tal der Loire ermöglicht den Schutz der Naturräume an den Ufern der Loire. Die große Vielfalt der Biotope des Flusses und seiner Ufer: Ufer und Sandbänke, mit Vegetation bedeckte Kiesinseln, bewaldete Überschwemmungsufer, Schutzdämme, Terrassen des Flussbetts, Wälder beherbergen eine große Vielfalt natürlicher Lebensräume, von denen eine reiche und üppige Flora und Fauna profitiert. Der regionale Naturpark Loire-Anjou-Touraine, der sich zwischen den Städten Angers und Tours befindet, ist in die Klassifizierung Val de Loire einbezogen.
Der regionale Naturpark Normandie-Maine ermöglicht den Schutz von Fauna und Flora im Süden der Basse-Normandie und im Norden der Pays de la Loire. Er umfasst den höchsten Punkt der Region, den Mont des Avaloirs (416,3 m). Der auf dem Gipfel des Berges eingerichtete Belvédère des Avaloirs bietet einen Panoramablick auf die Umgebung.
Der regionale Naturpark Brière befindet sich nördlich der Loire-Mündung und umfasst ein großes Sumpfgebiet. Er erstreckt sich über 490 km² und beherbergt zahlreiche Tier- und Pflanzenarten.
Mehrere nationale Naturschutzgebiete ermöglichen den Schutz weiterer Gebiete in der Region:
- die Basses Vallées Angevines in den Departements Maine-et-Loire und Mayenne;
- das Marais poitevin (auch als „grünes Venedig“ bezeichnet) und die Bucht von Aiguillon; das Gebiet erstreckt sich über die Regionen Nouvelle-Aquitaine und Pays de la Loire und die Departements Vendée, Deux-Sèvres und Charente-Maritime;
- das Marais breton-vendéen zwischen den Departements Loire-Atlantique und Vendée;
- der See von Grand-Lieu im Departement Loire-Atlantique.